# Juan Paredes
Juan Paredes Miranda  (ur. 29 stycznia 1953 w Azcapotzalco w Meksyku) – meksykański bokser wagi piórkowej. W 1976 roku na letnich igrzyskach olimpijskich w Montrealu zdobył brązowy medal.

## Kariera zawodowa
W 1977 roku został bokserem zawodowym. Nie odniósł jednak żadnych poważniejszych sukcesów. W 1988 roku zakończył sportową karierę z bilansem 23 zwycięstw, z których 19 przez nokaut i 12 porażek.